# Твоё имя. Часть II
«Твоё имя. Часть II» (яп. 君の名は　第二部: кими-но на ва — дайнибу; англ. What Is Your Name? Part II) — японский чёрно-белый фильм-мелодрама 1953 года, поставленный режиссёром Хидэо Ооба на основе радиопьесы Кадзуо Кикуты. Вторая часть популярной кинотрилогии о любви Матико и Харуки, разлученных судьбой. Фильм сделан в стилистике «сурэ-тигай». Мелодрамы «сурэ-тигай» пользовались повышенным успехом у японской публики в 1930-е — 1950-е годы. Кинолента стала лидером японского проката по результатам 1953 года.

## Сюжет
Харуки уезжает на Хоккайдо, но он по прежнему во власти своих воспоминаний. Матико возвращается в Токио к Кацунори. Они вместе совершают поездку на горячие источники. У них как бы второй медовый месяц, кроме того беременной Матико просто необходимо восстановить силы. Однако, в результате непонимания со стороны супруга и пережитых ей волнений, у Матико случился выкидыш. Властная и враждебная к ней свекровь начинает и в этом попрекать Матико, якобы она потеряла ребёнка по той причине, что он был ей не желанен, зачат от нелюбимого мужчины. Не в силах более выносить попрёки со стороны свекрови, Матико даёт телеграмму своей тётушке на остров Садо с просьбой немедленно к ней приехать и помочь справиться в этой невыносимой для неё ситуации. Приехавшая поддержать её, всё понимающая тётя Нобуэ заводит довольно нелицеприятный разговор с Кацунори. Она упрекает его в том, что он, такой известный политик, а не может справиться с собственной матерью. И требует от него одного из двух: либо Кацунори с Матико должны жить отдельно от его матери, либо пусть он даст своей супруге развод. Кацунори не в силах возражать своей властной матери, и поэтому Матико вновь покидает его и направляется на Хоккайдо, где хочет увидеться с Харуки и поговорить с ним.
Харуки, желающий навсегда обосноваться в небольшом посёлке Бихоро на Хоккайдо, и тем самым вдали от любимой Матико, пытающийся забыть её, встречает здесь юную красавицу Юми, представительницу народности айнов. Юми влюбляется в Харуки, ради которого расторгает помолвку с прежним женихом Сабуро. Харуки не в силах забыть свою Матико и поэтому не отвечает влюблённой в него девушке взаимностью. Юми кончает с собой. Приехавшей к Харуки, Матико доставляют телеграмму из Токио. Кацунори обратился в суд для восстановления супружеских прав. Охваченные грустью Макико и Харуки опять расстаются в Бихоро.

## В ролях
- Кэйдзи Сада — Харуки Атомия
- Кэйко Киси — Матико Удзииэ
- Тикагэ Авасима — Ая Исикава
- Юмэдзи Цукиока — Юкиэ, сестра Харуки
- Юдзи Кавакита — Кацунори Хамагути
- Тосико Кобаяси — Кодзуэ
- Хитоми Нодзоэ — Аса
- Кэйко Авадзи — Нами Томура
- Миэ Китахара — Юми
- Тисю Рю — Касэда
- Синъити Химори — Нисина
- Харуё Итикава — Токуэ, свекровь Матико
- Юко Мотидзуки — Нобуэ, тётя Матико
- Кодзи Мицуи — Ёкояма
- Кодаю Итикава — Кандзи
- Фудзио Суга — Кэнго Мидзусава
- Итиро Идзава — Садахико Хонма
- Акиро Исоно — Суэнага

## Премьеры
- — 1 декабря 1953 года — национальная премьера фильма в Токио[1]

## О фильме
После грандиозного коммерческого успеха фильма «Твоё имя», кинокомпания «Сётику» решила продолжить эксплуатировать «золотоносную жилу» и буквально через три месяца была готова и вышла на экраны вторая часть. Сиквел был ещё более успешным по результатам проката, его сборы составили 300,02 миллионов иен. Он занял первую строчку в бокс-офисе 1953 года, обойдя первую часть трилогии, занявшую почётное второе место с результатом в 250,47 миллионов иен. Не было ничего удивительного, что затем последовало ещё одно продолжение — Твоё имя. Часть III, выпущенное на экраны также буквально вскорости, менее чем через полгода, сборы от проката которого были ещё большими — 330,15 миллионов иен и ставшего лидером проката 1954 года.